# Stéphane Boutet
Pour l’article homonyme, voir Boutet.
Stéphane Boutet est un acteur et réalisateur français de télévision. Il a joué dans plusieurs séries à succès comme Une femme d'honneur ou encore Les Cordier, juge et flic, qui sont des séries policières. Mais on le retrouve aussi dans un registre dramatique avec Joséphine, ange gardien.
Il est l'un des 3 directeurs délégués du Théâtre Michel.

## Filmographie
- 1992 : Le miel et les abeilles : épisode 2 "Abeilles Vengeresses" (TV)
- 1994 : Les Filles d'à côté (TV)
- 1995 : Sexy Zap (TV)
- 1997 : Juge et partie (TV)
- 2001 : Double emploi (TV)
- 2001 : Une femme d'honneur (TV)
- 2001 : Sous le soleil (TV)
- 2003 : Joséphine, ange gardien (TV)
- 2004 : C'est comme ça (TV)
- 2005 : Head in the Clouds
- 2005 : Un vrai bonheur, le film
- 2006 : Sœur Thérèse.com (TV)
- 2006 : Les Cordier, juge et flic (TV)
- 2007 : Bac +70 (TV)
- 2007 : B comme Bolo (TV)
- 2009 : L'École du pouvoir de Raoul Peck (TV)
- 2013 : Sous le soleil de Saint-Tropez : François Pariente (TV)
- 2015 : Flic tout simplement d'Yves Rénier (TV)
- 2017 : Plus Belle la Vie (TV) : Claude Seran
- 2020 : Plus Belle la Vie (TV) : Serge Abitbol

## Théâtre

### Comédien
- 1995-1996 au théâtre de l’Eldorado
- 2009 : Presse pipole d'Olivier Lejeune, mise en scène de l'auteur, Théâtre du Palais Royal
- 2011 : Pauvre france ! mise en scène de Bernard Menez, théâtre de l’Alhambra : Michel Tabouré
- 2016 : Columbo, meurtre sous prescription de Richard Levinson et William Link, mise en scène Didier Caron, théâtre Michel

### Metteur en scène
- 2010 : Kramer contre Kramer d'Avery Corman, mise en scène avec Didier Caron,   Théâtre des Bouffes-Parisiens